# زمین‌لرزه ۲۰۱۰ یوشو
زمین‌لرزه یوشو  در تاریخ ۱۳ آوریل ۲۰۱۰ میلادی، برابر با ‎۲۴ فروردین ۱۳۸۹، ساعت ۲۳:۴۹:۳۸٫۳۳ به زمان یوتی‌سی در چین ، منطقه یوشو رخ داد.ژرفای این زلزله ۱۷۰ کیلومتر بود. بزرگی آن ۶٫۹ در مقیاس Mw بدست آمده‌است.
شمار کشتگان نزدیک به ۲۶۹۸ نفر گزارش شده‌است.